# Svante Paulson

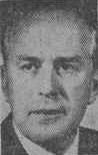
Svante Paulson

Svante Olof Paulson, född 19 november 1906 i Göteborg, död 1964, var en svensk arkitekt.
Paulson utexaminerades från Chalmers tekniska institut 1929 och från Kungliga Tekniska högskolan 1930. Han arbetade på arkitektkotor i Köpenhamn och blev sedan assistent vid länsarkitektkontoret i Växjö, stadsarkitekt i Vänersborgs stad och Uddevalla stad 1939 samt i Halmstads stad från 1949 till sin död (han efterträddes av Holger Rössborn). Paulson ritade bland annat en sporthall i Halmstad (1955), stadsbiblioteket och stadens nya ålderdomshem.